# Historia Social
Historia Social es una revista cuatrimestral de investigación académica española, fundada en 1988, y especializada en las épocas moderna y contemporánea, considerada de referencia dentro de las publicaciones internacionales sobre historia.

## Historia
La revista, desde sus inicios, hace un riguroso seguimiento de la información; los artículos pasan por un proceso, externo de revisión por pares y doble ciego nacional o internacional, antes de ser incluidos en la publicación. Trata temas de ciencias sociales e historia, tanto de ámbito general, como propuestas teóricas posibilitando el debate entre posiciones discrepantes. También edita monográficos o dossieres de particular interés sobre el estado de la historiografía social contemporánea.
La revista fue fundada por los historiadores Javier Paniagua y José Antonio Piqueras, que han sido desde entonces sus editores-directores. Forman parte de su Consejo de Redacción, además,Mary Nash, Ricardo García Cárcel, Julián Casanova, Pere Gabriel, Xosé Manoel Núñez Seixas, Teresa María Ortega López y Ángela Cenarro Lagunas. Su secretaria editorial es Amparo Sánchez Cobos. En etapas anteriores lo integraron Santos Juliá, Manuel Pérez Ledesma y José Álvarez Junco.
Forman parte de su Consejo asesor reconocidos autores como Peter Burke, Clara Lida, Dale Tomich, Birgit Aschmann, Jean-Frédéric Schaub, Marcel van der Linden, Ofelia Rey Castelao, Ángel Baamonde, Nerea Aresti, entre otros.
La revista es editada por la Fundación Instituto de Historia Social, una entidad privada sin ánimo de lucro con sede en Valencia. Preside la Fundación José Antonio Piqueras e integran su patronato los historiadores Javier Paniagua, Imilcy Balboa Navarro y Francesc-Andreu Martínez Gallego.     